# Phylica elimensis
Phylica elimensis är en brakvedsväxtart som beskrevs av Neville Stuart Pillans. Phylica elimensis ingår i släktet Phylica och familjen brakvedsväxter. Inga underarter finns listade i Catalogue of Life.